# JT LeRoy
Jeremiah "Terminator" LeRoy (tänkt född den 31 oktober 1980 i West Virginia) var en falsk identitet eller en pseudonym skapad av den amerikanska författaren Laura Albert. Pseudonymen JT LeRoys verk publicerades först i olika tidningar, bl.a. ”Nerve”, från 1996. Efter att pseudonymens första roman ”Sarah” publicerades började JT LeRoy göra offentliga framträdanden. JT LeRoys spelades då av Alberts dåvarande partners halvsyster Savannah Knoop.
JT Leroy framställdes som en HIV-positiv f.d. prostituerad ung man som skrev självbiografiskt om sin tuffa uppväxt. Handlingen i JT Leroys böcker var centrerad kring prostitution, sexuella övergrepp och drogmissbruk. Kritikerrosade debutromanen ”Sarah” sades vara baserad på författarens tragiska barndom och liv som son till en s.k. ”truckerhora” som - utklädd till flicka under sin mammas namn, Sarah - prostituerade sig i jakt på bekräftelse och kärlek.
JT Leroy blev snabbt en medial världsstjärna och kallades för underbarn samt hyllades för sin talang och sitt mod. Hans böcker älskades av recensenterna och han hyllades av och umgicks med kändisar som Courtney Love, Madonna och Winona Ryder.
I oktober 2005 avslöjades att JT LeRoy var en bluff skapad av Laura Albert. Laura Albert har uppgett att JT Leroys böcker speglar hennes egna att de erfarenheter och har bl.a. sagt ”om folk tycker att verken blir sämre av att veta att jag är 15 år äldre än LeRoy så är jag ledsen över att de känner så”.
Laura Albert dömdes av en domstol i New York att betala 350.000 dollar i skadestånd till det filmbolag som hade köpt rättigheterna till romanen ”Sarah”.